# تونو اندرکسون
تونو اندرکسون(به استونیایی: Tõnu Endrekson) (زاده ۱۱ ژوئن ۱۹۷۹ - پارنو) قایقران روئینگ اهل کشور استونی است.
از افتخارات وی میتوان به کسب مدال نقره رشته روئینگ دو نفره در بازی‌های المپیک تابستانی ۲۰۰۸، سه مدال برنز در مسابقات جهانی ۲۰۰۵، ۲۰۰۶ و ۲۰۰۷، دو مدال طلا در مسابقات رویینگ اروپا ۲۰۰۸، ۲۰۱۲ و مدال نقره مسابقات رویینگ اروپا ۲۰۱۱ اشاره کرد.